# Sn-glicerol-3-fosfat 2-a-galaktoziltransferaza
sn-Glicerol-3-fosfat 2-a-galaktoziltransferaza (EC 2.4.1.137, floridozid-fosfat sintaza, UDP-galaktoza:-glicerol-3-fosfat-2-D-galaktozil transferaza, FPS, UDP-galaktoza,sn-3-glicerol fosfat:1->2' galaktoziltransferaza, floridozid fosfat sintetaza, floridozid fosfat sintaza, UDP-galaktoza:-glicerol-3-fosfat 2-alfa--galaktoziltransferaza) je enzim sa sistematskim imenom UDP-alfa--galaktoza:-glicerol-3-fosfat 2-alfa--galaktoziltransferaza. Ovaj enzim katalizuje sledeću hemijsku reakciju
UDP-alfa--galaktoza + sn-glicerol 3-fosfat {\displaystyle \rightleftharpoons } UDP + 2-(alfa-D-galaktozil)-sn-glicerol 3-fosfat
Produkt se hidrolizuje posredstvom fosfataza do floridozida (cf. EC 2.4.1.96, sn-glicerol-3-fosfat 1-galaktoziltransferaza).

## Literatura
- Nicholas C. Price; Lewis Stevens (1999). Fundamentals of Enzymology: The Cell and Molecular Biology of Catalytic Proteins (Third изд.). USA: Oxford University Press. ISBN 019850229X.
- Eric J. Toone (2006). Advances in Enzymology and Related Areas of Molecular Biology, Protein Evolution (Volume 75 изд.). Wiley-Interscience. ISBN 0471205036.
- Branden C; Tooze J. Introduction to Protein Structure. New York, NY: Garland Publishing. ISBN 0-8153-2305-0.
- Irwin H. Segel. Enzyme Kinetics: Behavior and Analysis of Rapid Equilibrium and Steady-State Enzyme Systems (Book 44 изд.). Wiley Classics Library. ISBN 0471303097.
- William P. Jencks (1987). Catalysis in Chemistry and Enzymology. Dover Publications. ISBN 0486654605.

## Spoljašnje veze
- Sn-glycerol-3-phosphate+2-alpha-galactosyltransferase на 